# 福岡大名ガーデンシティ
福岡大名ガーデンシティ（ふくおかだいみょうガーデンシティ）は、福岡県福岡市中央区大名二丁目にある大規模複合商業施設。積水ハウス、西日本鉄道、⻄部ガス、西日本新聞社、福岡商事の5社で構成される大名プロジェクト特定目的会社が運営している。
福岡市立大名小学校、福岡市立青年センター、福岡中央消防署大名出張所の跡地を再開発して、2023年6月8日に開業した。

## 概要
「天神ビッグバン」の一環として、2014年に閉校した福岡市立大名小学校の跡地の再開発を行うため、積水ハウス、西日本鉄道、⻄部ガス、西日本新聞社、福岡商事の5社で「旧⼤名⼩学校跡地活⽤事業」を構成。2022年に施設名称を「福岡⼤名ガーデンシティ」に決定。地上25階・地下1階の高層ビルを建設、2022年12月に竣工。
ザ・リッツ・カールトンの日本国内で7番目のホテルとなるザ・リッツ・カールトン福岡を核テナントに、ショッピングゾーン、施設公民館や創業支援施設、保育園、賃貸住宅を擁する地上11階建てのコミュニティ棟、約3000m2の広場やステージを兼ねたイベントスペースなどがあり、「様々な要素がFDGCパークを中心につながり、すべての人がボーダレスに出会える場」をコンセプトにしている。

## 施設

### FDGCタワー
1～2階に商業施設、3～4階にカンファレンス施設、5～16階にオフィス、17～24階にホテルが入居。
- ザ・リッツ・カールトン福岡 - 2023年6月21日開業[3][4][5]。地上1階にホテルエントランス、3階にウェディングチャペル、上層18階〜24階に入居。
- ビオスクエア - 1Fと2Fの商業エリア。ショップや飲食店18店舗が入居。

### FDGCテラス
低層部は公共施設や店舗、7階～11階にはレジデンスが入居。
- 大名公民館・老人いこいの家
- 保育園
- 創業支援施設
- クリニック

### FDGCパーク
ステージや大型ビジョンが併設された約3000m2の芝生広場。イベントスペースとしても利用されている。

## その他
- 最寄り駅 - 福岡市地下鉄空港線天神駅2番出口 徒歩2分[6][7]
- 階数 - 地上25階 地下1階
- 高さ - 111 メートル
- 構造 - RC造
- 耐震性能 - 制震構造
- 延床面積 - 91,600 平方メートル
- 駐車場	- 250台
- エレベーター数 - 28基